# Giro d'Italia Ciclocross 2014-2015
Navigation
2013-2014 2015-2016
Le Giro d'Italia Ciclocross 2014-2015 a eu lieu d'octobre 2014 à janvier 2015. Il comprend cinq manches masculines et féminines.
C'est la première fois que ce Challenge est inscrit au calendrier international UCI.

## Barème
Chaque manche attribue des points aux quinze meilleurs de l'épreuve selon le système suivant.
| Position | 1° | 2° | 3° | 4° | 5° | 6° | 7° | 8° | 9° | 10° | 11° | 12° | 13° | 14° | 15° |
| Points   | 30 | 26 | 22 | 19 | 16 | 13 | 11 | 9  | 7  | 6   | 5   | 4   | 3   | 2   | 1   |

## Hommes élites

### Calendrier et podiums
| # | Date       | Lieu           | Vainqueur             | Deuxième           | Troisième        | Leader du général |
| - | ---------- | -------------- | --------------------- | ------------------ | ---------------- | ----------------- |
| 1 | 26/10/2014 | Fiuggi         | Gioele Bertolini      | Marco Ponta        | Enrico Franzoi   | Gioele Bertolini  |
| 2 | 02/11/2014 | Portoferraio   | Gioele Bertolini      | Marco Ponta        | Nadir Colledani  | Gioele Bertolini  |
| 3 | 07/12/2014 | Rossano Veneto | Vincent Baestaens     | Jens Vandekinderen | Gioele Bertolini | Gioele Bertolini  |
| 4 | 14/12/2014 | Silvelle       | Marco Aurelio Fontana | Gioele Bertolini   | Nadir Colledani  | Gioele Bertolini  |
| 5 | 06/01/2015 | Rome           | Marco Aurelio Fontana | Gioele Bertolini   | Marco Ponta      | Gioele Bertolini  |

### Classement général
| Pos. | Coureur               | Points |
| ---- | --------------------- | ------ |
| 1    | Gioele Bertolini      | 134    |
| 2    | Marco Ponta           | 88     |
| 3    | Nadir Colledani       | 84     |
| 4    | Marco Aurelio Fontana | 60     |
| 5    | Elia Silvestri        | 49     |
| 6    | Stefano Capponi       | 39     |
| 7    | Enrico Franzoi        | 38     |
| 8    | Lorenzo Samparisi     | 34     |
| 9    | Vincent Baestaens     | 30     |
| 10   | Luca De Nicola        | 30     |

## Femmes élites

### Calendrier et podiums
| # | Date       | Lieu           | Vainqueur           | Deuxième            | Troisième           | Leader du général                  |
| - | ---------- | -------------- | ------------------- | ------------------- | ------------------- | ---------------------------------- |
| 1 | 26/10/2014 | Fiuggi         | Alice Maria Arzuffi | Chiara Teocchi      | Rebecca Gariboldi   | Alice Maria Arzuffi                |
| 2 | 02/11/2014 | Portoferraio   | Chiara Teocchi      | Alice Maria Arzuffi | Nicoletta Bresciani | Alice Maria Arzuffi Chiara Teocchi |
| 3 | 07/12/2014 | Rossano Veneto | Eva Lechner         | Alice Maria Arzuffi | Anna Oberparleiter  | Alice Maria Arzuffi                |
| 4 | 14/12/2014 | Silvelle       | Chiara Teocchi      | Alice Maria Arzuffi | Alessia Bulleri     | Alice Maria Arzuffi                |
| 5 | 06/01/2015 | Rome           | Eva Lechner         | Alice Maria Arzuffi | Chiara Teocchi      | Alice Maria Arzuffi                |

### Classement général
| Pos. | Coureur              | Points |
| ---- | -------------------- | ------ |
| 1    | Alice Maria Arzuffi  | 134    |
| 2    | Chiara Teocchi       | 124    |
| 3    | Alessia Bulleri      | 84     |
| 4    | Rebecca Gariboldi    | 70     |
| 5    | Eva Lechner          | 60     |
| 6    | Nicoletta Bresciani  | 55     |
| 7    | Alice Torcianti      | 42     |
| 8    | Anna Oberparleiter   | 41     |
| 9    | Giovanna Michieletto | 38     |
| 10   | Elena Valentini      | 28     |